# Casey Dawson
Casey Dawson (* 2. srpna 2000 Park City, Utah, USA) je americký rychlobruslař.
Na jaře 2018 se poprvé představil na Světovém poháru juniorů a na juniorském světovém šampionátu. Již v prosinci 2018 debutoval v seniorském Světovém poháru, ale pravidelně v něm začal závodit na podzim 2021. Na Zimních olympijských hrách 2022 získal s americkým týmem bronzovou medaili ve stíhacím závodě družstev a na trati 1500 m skončil na 28. místě. V sezóně 2021/2022 vyhrál celkové hodnocení Světového poháru ve stíhacích závodech družstev.